# Uwe Römer
Uwe Römer (ur. 4 kwietnia 1969 we Frankfurcie nad Menem) – niemiecki szermierz, trzykrotny medalista mistrzostw świata.
Podczas mistrzostw świata w Essen w 1993 roku Niemcy w składzie: Ingo Weißenborn, Alexander Koch, Thorsten Weidner, Udo Wagner i Uwe Römer zdobyli złoty medal w zawodach drużynowych. W rywalizacji indywidualnej wywalczył tam brązowy medal, plasując się za Alexandrem Kochem i Ukraińcem Serhijem Hołubyckim. Na rozgrywanych rok później mistrzostwach świata w Atenach razem z kolegami z reprezentacji zdobył srebrny medal we florecie drużynowym
Wystartował na igrzyskach olimpijskich w Atenach w 1996 roku, zajmując jedenaste miejsce w rywalizacji indywidualnej i szóste w drużynowej.
Ma w dorobku szereg medali mistrzostw Europy: złoto (drużynowo) w 1998, srebro (indywidualnie) w 1993, 1994 i 1996 i brąz (indywidualnie) w 1995 roku.
Poślubił florecistkę Ritę König. Szermierkę uprawiali także jego szwagierka, Susanne König i szwagier, Steffen Wiesinger.